# Tomb of the Werewolf
Pour plus de détails, voir Fiche technique et Distribution.
Tomb of the Werewolf (La tombe du loup-garou) est un film américain de série B réalisé par Fred Olen Ray, sorti en 2004 directement en vidéo et produit par les studios American Independent Productions.

## Synopsis
Un producteur de téléréalité croit en sa chance, lorsqu'il rencontre le gardien du château de Valdemar, l'ancienne demeure d'un loup-garou et de son prétendu trésor caché.
Afin de maintenir sa jeunesse et sa beauté, Élisabeth Báthory a fait un pacte il y a plusieurs années avec Satan qui l'oblige à sacrifier les jeunes femmes qu'elle séduit et à se baigner dans leur sang ...

## Fiche technique
- Titre : Tomb of the Werewolf / Castle of Desire
- Réalisateur : Fred Olen Ray
- Scénario : Fred Olen Ray
- Format : Couleurs
- Durée : 82 minutes
- Langue : anglais
- Pays de production :  États-Unis
- Date de sortie : 
  - États-Unis :8 juin 2004

## Distribution
- Michelle Bauer : Élisabeth Báthory
- Paul Naschy : Waldemar Daninsky
- Jay Richardson : Richard Daninsky
- Stephanie Bentley : Éleanor Daninsky
- Danielle Petty : Mélanie
- Beverly Lynne : Leslie
- Jacy Andrews : Christie
- Leland Jay : Tony
- Frankie Cullen : Steve
- Brian Carrillo : Lucifer
- Monique Alexander
- Katy Adams
- Don Donason
- Evan Stone
- Randy Carter

## Série Waldemar Daninsky
- 1968 : Les Vampires du docteur Dracula (La marca del hombre lobo), d'Enrique López Eguiluz (es)
- 1970 : Dracula contre Frankenstein (Los monstruos del terror), de Tulio Demicheli
- 1971 : La Furie des vampires (La noche de Walpurgis), de León Klimovsky
- 1972 : Dr. Jekyll y el Hombre Lobo (es)), de León Klimovsky
- 1973 : L'Empreinte de Dracula (El retorno de Walpurgis), de Carlos Aured : Waldemar Daninsky / Irineus Daninsky
- 1975 : Dans les griffes du loup-garou (La maldición de la bestia), de Miquel Iglesias Bonns
- 1980 : El retorno del Hombre-Lobo (en), de Paul Naschy
- 1983 : La bestia y la espada mágica (en), de Paul Naschy
- 1987 : El aullido del diablo (es), de Paul Naschy
- 1996 : Licántropo: el asesino de la luna llena (es), de Francisco Rodríguez Gordillo (es)
- 2004 : Tomb of the Werewolf, de Fred Olen Ray